# Samir Barać
Samir Barać (Rijeka, 2 de novembro de 1973) é um jogador de polo aquático croata, campeão olímpico.

## Carreira
Barać representou a Croácia em quatro edições de Jogos Olímpicos: 2000, 2004, 2008 e 2012. Nesta última sagrou-se campão olímpico em Londres.